# Bart De Nijn
Bart De Nijn, né le 20 juin 1954 à Schoten est un homme politique belge flamand, membre du N-VA.
Il est agrégé de l'enseignement secondaire inférieur (Sciences et géographie); ancien professeur.

## Fonctions politiques
- 6 septembre - 31 décembre 1982 et depuis 2001 : conseiller communal à Malines
- 2006-2012 : conseiller provincial de la province d'Anvers
- 2006-2012 : député d'Anvers
- Depuis le 2 janvier 2013 : échevin à Malines
- Depuis le 7 février 2013 au 25 mai 2014: sénateur élu directement par le collège électoral néerlandais